# Незґода (Великопольське воєводство)
Незґода (пол. Niezgoda) — село в Польщі, у гміні Слупца Слупецького повіту Великопольського воєводства.
Населення — 72 особи (2011).
У 1975-1998 роках село належало до Конінського воєводства.

## Демографія
Демографічна структура станом на 31 березня 2011 року:
|          | Загалом | Допрацездатний вік | Працездатний вік | Постпрацездатний вік |
| -------- | ------- | ------------------ | ---------------- | -------------------- |
| Чоловіки | 38      | 5                  | 30               | 3                    |
| Жінки    | 34      | 8                  | 22               | 4                    |
| Разом    | 72      | 13                 | 52               | 7                    |